# Pilocarpus trifoliolatus
Pilocarpus trifoliolatus är en vinruteväxtart som beskrevs av Skorupa & Pirani. Pilocarpus trifoliolatus ingår i släktet Pilocarpus och familjen vinruteväxter. Inga underarter finns listade i Catalogue of Life.